# Doug Blair
Doug Blair, född 11 februari 1963, är en amerikansk gitarrist. Han är sedan 2006 fast medlem i W.A.S.P.